# 聊天機器人
聊天機器人（英語：chatbot）是由對話或文字進行交談的電腦程式，能夠模擬人類對話並通過圖靈測試，也可具備實用性，如客戶服務或資訊獲取。
有些聊天機器人會搭載自然語言處理系統，但大多簡單的系統只會擷取輸入的關鍵字，再從語料庫中找尋最合適的應答句。目前，聊天機器人是虛擬助理的一部分，可以與許多組織的應用程式、網站和通訊平台連接。非助理應用程式包括娛樂目的的聊天室，研究和特定產品促銷，社交機器人等。
由于OpenAI的ChatGPT（使用GPT-3或GPT-3.5) 在2022年12月的发布和流行，该领域获得了广泛关注，人工智能可以從理解概念出發，給出專業甚至有創新的答案，随后，许多公司和机构相继推出了大语言模型和聊天机器人，這類產品可以勝任複雜的指令與穩定的切題回饋。不久，微软推出Bing chat（使用OpenAI的GPT-4）， 谷歌推出Bard，進一步與生產力平台融合。

## 背景
1950年，圖靈完成論文《計算機器和智能》（Computing Machinery and Intelligence），提問「機器會思考嗎？」（Can Machines Think?），並且提出現在所謂的圖靈測試作為判定機器是否具有智能的標準。這個標準建立於電腦程式虛擬真人與裁判進行即時對話，裁判僅根據對話的內容，無法確認談話的對象是程式還是真人。圖靈測試的知名，激發了對於約瑟夫·維森鮑姆在1966年發表的程式ELIZA的興趣，這個程式似乎能讓使用者誤以為談話的對象是一位真人。不過維森鮑姆本人並未聲稱ELIZA具有真正的智慧，在他論文的序論視其為揭穿真面目的手段：
在人工智能中…機器的行為被設計得很奇妙，時常連經驗最豐富的觀測者也會驚豔得目瞪口呆。不過一旦某個程式露出了真面目，當其內部的運作方法被解釋後，它的魔力就消滅了；被揭露了背後只不過是一堆程序…觀察者便自忖：「這我也能寫得出來」。並將把這個神祕的程式從「智能」分類中，移到了古董架子上…這篇論文的目的只是想引起即將被「解釋」的程式被重新評價。很少程式會需要更多次。
ELIZA的關鍵方法（從此被聊天機器人的設計者所仿效）涉及認出輸入裡的提示字詞，並且找出相關的、預先設定的回答，在顯然有意義的方式下，讓談話繼續下去（例如，輸入裡有「母親」，回答是「多說一點你的家庭」）。一種能夠理解的假象因而生成，即使處理的過程僅止於膚淺。ELIZA 顯示這種假象的製造，令人驚異地容易。因為人類的裁判，樂於從談話的內容裡找出代表「智能」的解讀。
使用者界面的設計者終於體會到人類樂於把電腦的輸出解讀成真正的對話——即使這種輸出是基於相當簡單的形式配對——可以善加利用。多數人寧可使用類似人類的程式，導致聊天機器人風格的技巧，在需要獲得用戶資訊的互動系統，發揮有效的作用，只要這種資訊相對簡單明確，並且屬於可以預測的類型。例如線上客服系統可以有效地利用聊天機器人技巧，認定客戶需要幫助的區域，有可能提供比正式搜尋或菜單系統更「友善」的界面。
「聊天機器人」（ChatBot）這個術語最早於1994年時，由麥可·洛倫·莫爾丁（Michael Loren Mauldin，開發了第一個Verbot「Julia」）在談話節目中提及。

## 歷史
早期經典的聊天機器人有1966年的「ELIZA」與1972年的「PARRY」。近期值得注意的則包括 A.L.I.C.E.，Jabberwacky，以及 D.U.D.E。雖然 ELIZA 和 PARRY 僅僅用於模擬筆談，現在許多聊天機器人納入遊戲及網路搜尋的功能。1984年，《警察的鬍子造了一半》（Policeman's Beard is Half Constructed）出版，據稱作者是聊天機器人「瑞克特」（Racter）。 
相關的人工智能領域是自然語言處理。通常「弱人工智能」（Weak AI） 領域使用專門的軟體或程式語言以完成特定的功能。例如 A.L.I.C.E.使用一種叫做 AIML 的標記式語言，適用於談話代理的功能，並且已被各類開發人員採用，他們的產品叫做愛麗絲機器人（Alicebots）。不過
A.L.I.C.E.仍是純粹運用類型配對的技巧，缺乏思考能力， 跟1966年的ELIZA並無不同。「強人工智能」（strong AI） 則不同, 必須有智慧和邏輯推理的能力。 
Jabberwacky 基於與使用者的即時互動，習得新的對答和語境，而不是驅動於靜態的資料庫。一些較新的聊天機器人也融合了即時學習與進化演算法，根據每次聊天的經驗，改善溝通的能力，一個著名的例子是「凱爾」（Kyle） ——2009年里奧迪斯（Leodis） 人工智能獎得主。
不過，至今通用型的談話人工智能仍不存在，有些軟體開發人員專注於實用方面：資訊檢索。
「聊天機器人」競賽聚焦於圖靈測試或者更特定的目標。其中的兩個年賽為「羅布能獎」（The Loebner Prize） 和「話匣子挑戰賽」（The Chatterbox Challenge）。
2022年11月30日（UTC+0），OpenAI發布了一個名為ChatGPT的自然語言生成式模型，它以對話方式進行交互。在推廣的期間中，所有人可以免費註冊，並在登入後，免費使用ChatGPT，實現與AI機器人對話。

## 使用於對話系統
聊天機器人通常整合於對話系統，例如虛擬助理 ，使其能夠在其主要的專家系統的範疇之外進行閒聊等等。

### 通訊平台
目前聊天機器人廣泛運用於即時通訊平台，例如Facebook Messenger、微信、LINE和Kik等，以娛樂、零售行銷、以及客服為目的。此外，部分平台也提供易於整合的Webhook，使得第三方開發商易於可通用於不同通訊平台之聊天機器人。這些機器人可以是客服人員或群組聊天的成員。
有些即時通訊的機器人可以連接外部資料庫，提供使用者新聞，氣象，導航，電影放映時間，股價等資訊。如達美樂、必勝客、迪士尼、Nerdify、雅瑪多、樂高、Vogue、亞尼克、全食超市等都已推出各自的聊天機器人，以便與終端消費者增進交流，推銷公司的產品與服務，並且讓消費者訂貨更加方便。2016年，觀光業的一些旅行社和航空公司透過 Messenger 推出了聊天機器人的服務，墨西哥航空利用人工智能售票、回答問題，墨航和荷蘭皇家航空並且提供航班資訊，處理乘客報到，發出行動登機證，推薦旅館、餐廳、目的地行程。中國的旅行社在此之前已用 Wechat 提供這些服務。
在2019冠狀病毒病疫情期間，美国教育科技公司K12 Insight推出Let's Talk!助理，家长和学生可以透过软件随时查询或提出和学校活动或管理相关的问题，例如口罩政策、用餐时间等。夏普公司的其产品人形机器人Robohon也在疫情时期销量激增。中国天津大学新媒体与传播学院成功研发“疫情辟谣助手”，帮助读者辨识新闻内容。台灣衛生福利部疾病管制署於通訊軟體LINE的聊天機器人上，提供即時確診數及相關新聞，以幫助民眾了解疫情的消息。

### 教育
部分聊天機器人專門用於解決學生的疑問，加強學習的效率。如Nerdify開發的Nerdy Bot，該軟體利用Facebook Messenger即時回答學生作業相關的問題，以便加速學習。加大爾灣分校圖書館的聊天機器人「ANTswers」於2014年開始試用，被外界認為非常成功。